# Allobates talamancae
Espèce
Synonymes
- Dendrobates talamancae Cope, 1875 "1876"
- Colostethus talamancae (Cope, 1875)

Statut de conservation UICN

 LC  : Préoccupation mineure
Allobates talamancae est une espèce d'amphibiens de la famille des Aromobatidae.

## Répartition
Cette espèce se rencontre au Costa Rica, au Nicaragua, au Panama, en Colombie le long du Pacifique et dans la province d'Esmeraldas en Équateur. Elle se rencontre du niveau de la mer jusqu'à 800 m d'altitude.

## Description

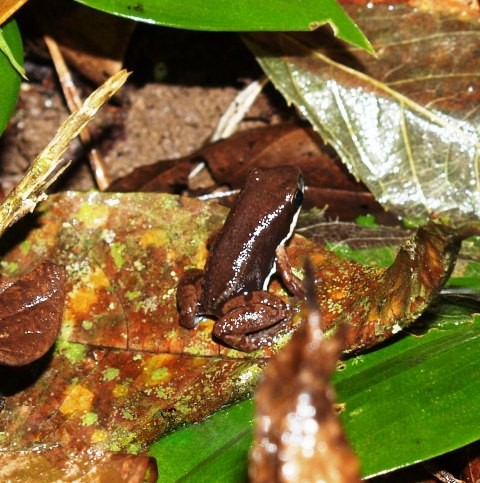
Allobates talamancae

Les mâles mesurent jusqu'à 24 mm et les femelles jusqu'à 25 mm.

## Publication originale
- Cope, 1876 "1875" : On the Batrachia and Reptilia of Costa Rica : With notes on the herpetology and ichthyology of Nicaragua and Peru. Journal of the Academy of Natural Sciences of Philadelphia, ser. 2, vol. 8, p. 93–154 (texte intégral).